# Малина 'Рубиновое Ожерелье'
Мали́на 'Рубиновое Ожерелье' — ремонтантный сорт малины среднего срока созревания, универсального назначения. Включён в Государственный реестр селекционных достижений по Российской Федерации.

## Биологическое описание
Куст средней высоты (1,3—1,5 м), средней силы роста, слабораскидистый. Побегообразовательная способность средняя или хорошая (6-7 побегов замещения). Побеги среднепониклые, аркообразные, зона плодоношения занимает более половины их длины.
Двухлетние побеги светло-коричневые, прямые. Шипы красновато-пурпуровые, по всему стеблю, в среднем количестве, у основания стебля длинные, прямые и отогнуты вниз, средней длины, прямые. Однолетние побеги к концу вегетационного периода красновато-пурпуровые. Восковой налёт средний, без опушения. Не полегают. Зона плодоношения на однолетнем побеге составляет более половины его длины.
Листья средние, зелёные, слабоморщинистые, слабоскрученные. Боковые плодоносящие веточки среднеопушённые с восковым налётом. 
Цветки средних размеров, чашелистики средние с простой опушённостью. 
Плоды правильной удлинённо-цилиндрической формы, ярко рубиновой окраски. Средняя масса — 4,2—5,6 г, максимальная — свыше 8 г. Мякоть нежная, сладко-кислая.  Состав: сахара 5,6 %, кислоты 1,2 %, витамина С 34,5 мг/%.
Дегустационная оценка — 3,8 балла. 
Средняя урожайность 158 ц/га, согласно другому источнику 15-17 т/га (2,5-2,8 кг плодов с куста).
Засухоустойчивость и жаростойкость средние. Устойчивость к болезням и вредителям на уровне стандартных сортов. По технологии возделывания предусмотрено осеннее скашивание побегов.
Начало созревания плодов — середина августа. До осенних заморозков созревает 80-90% урожая..

## В культуре
См.: Ремонтантная малина.